# لاسزلو بولوني
لاديسلاو بولوني (بالرومانية: Ladislau Bölöni)‏، من مواليد 11 مارس 1953 في تارغو موريس في رومانيا، لاعب كرة قدم روماني سابق، ومدرب كرة قدم حالي.
بدأ مسيرته الكروية في عام 1970 مع نادي تارغو موريس، وقد لعب معهم حتى عام 1984، وشارك معهم في 406 مباريات وسجل 64 هدف، وفي عام 1984 انتقل إلى نادي ستيوا بوخارست، ولعب معهم حتى عام 1987، وشارك في 97 مباراة وسجل 24 هدف، وفي موسم 1987/1988 انتقل إلى نادي ريسنغ جيت بروكسل البلجيكي، ولعب معهم 16 مباراة، وفي موسم 1988/1989 لعب مع نادي سيرتيل، وشارك معهم في 11 مباراة وسجل هدفين، وفي عام 1989 انتقل إلى نادي أورليينز، ولعب معهم حتى عام 1992، ولعب معهم 77 مباراة وسجل أربعة أهداف.
و قد لعب مع منتخب رومانيا لكرة القدم في 108 مباريات وسجل 25 هدف.
و في عام 1992 انتقل إلى التدريب، ودرب نادي نانسي حتى عام 2000، وفي عام 2000 درب منتخب رومانيا لكرة القدم، وفي عام 2000 درب نادي سبورتنغ لشبونة البرتغالي ودربهم حتى عام 2003، وفي عام 2003 درب نادي رين الفرنسي حتى عام 2006، وفي موسم 2006/2007 درب نادي موناكو الفرنسي، وفي موسم 2007/2008 انتقل إلى تدريب نادي الجزيرة الإماراتي، ثم انتقل عام 2008 ستاندارد لييج وعام 2015 انتقل لتدريب نادي الاتحاد السعودي وهو يدربهم إلى الآن وقد أٌقيل من تدريب | currentclub = نادي الاتحاد السعودي بعد تعثر نتائجه حيث لم تتمكن مستواه من اعجاب إدارة النادي وجمهور النادي بعد خسارته من نادي الأهلي السعودي في جدة 3-0.

## روابط خارجية
- لاسزلو بولوني على موقع الاتحاد الدولي (مؤرشف)  (الإنجليزية)
- لاسزلو بولوني على موقع الاتحاد الأوربي (الإنجليزية)
- لاسزلو بولوني على موقع قاعدة بيانات كرة القدم.إي يو (الإنجليزية)
- لاسزلو بولوني على موقع ليكيب (الفرنسية)
- لاسزلو بولوني على موقع ناشيونال فوتبول تيمز (الإنجليزية)
- لاسزلو بولوني على موقع Soccerbase.com (مدرب) (الإنجليزية)
- لاسزلو بولوني على موقع عالم كرة القدم.نت (الإنجليزية)
- لاسزلو بولوني على موقع كووورة